# Fort Bridgewoods

Fort Bridgewoods lag strategisch günstig nur wenige Kilometer südlich der Themsemündung.

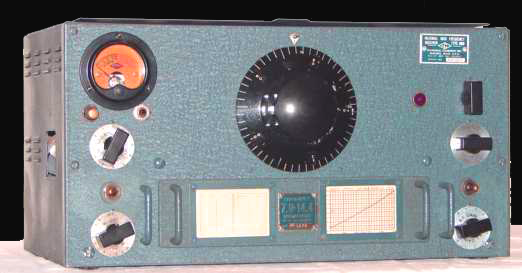
Der HRO der National Radio Company war der meistverwendete Funkempfänger in den britischen Y stations.

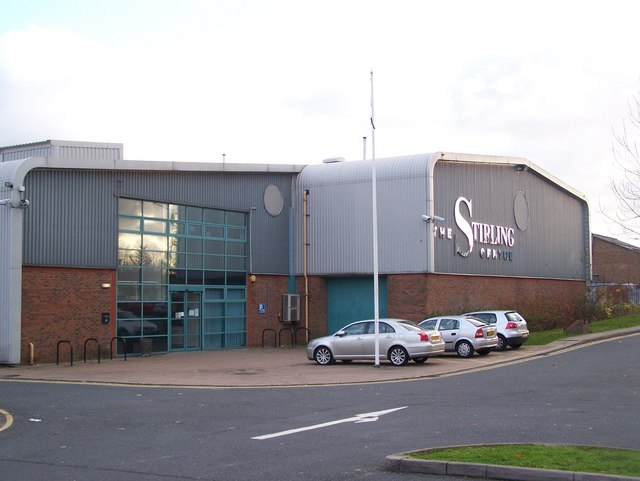
Heute befindet sich das Sterling Centre, eine Multifunktions-Sporthalle, neben einem Paketzentrum der britischen Royal Mail nahe dem ehemaligen Gelände von Fort Bridgewoods.

Fort Bridgewoods war von 1892 bis etwa 1970 ein britischer Militärstützpunkt. Das Fort lag im Südosten Englands etwa drei Kilometer südwestlich der Städte Rochester und Chatham im Borough of Medway nahe dem knapp südlich der Themse in die Nordsee mündenden Fluss Medway (siehe auch Lagekarte unter Weblinks). Historisch diente es als Teil eines Rings von Befestigungsanlagen zum Schutz des nahen Chatham Dockyard, eines von 1586 bis 1984 genutzten Schiffbauplatzes. Im Zweiten Weltkrieg befand sich in Fort Bridgewoods eine wichtige Funkabhörstelle des britischen Geheimdienstes, genannt Chatham Y Station.

## Geschichte
Der Bau der Befestigungsanlage begann im Jahr 1879 und war, nach einer Unterbrechung um 1884, erst 1892 zum großen Teil abgeschlossen. Etwa um 1935 wurde hier eine der britischen War Office Y Groups (W.O.Y.G.) (Funkabhörgruppen des Kriegsministeriums War Office) stationiert, deren Aufgabe es war, den gegnerischen, insbesondere den deutschen Funkverkehr abzufangen und aufzuzeichnen. Zu Beginn des Zweiten Weltkriegs, im Jahr 1939, war die Chatham Y Station in Fort Bridgewoods eine wichtige Funkabhörstelle (Y station) der britischen Government Code and Cypher School (G.C.& C.S.) (deutsch etwa „Staatliche Code- und Chiffrenschule“). Die zumeist mit der deutschen Enigma-Maschine verschlüsselten und im Morsecode gesendeten Geheimtexte wurden hier transkribiert und nach Bletchley Park weitergeleitet. Dort gelang den britischen Codebreakers die erfolgreiche Entzifferung und nachrichtendienstliche Auswertung. Die deutschen Funksprüche enthielten nicht selten kriegswichtige Informationen, die die Briten unter dem Decknamen Ultra zusammenfassten und für ihre eigenen Planungen nutzten.
Der britische Historiker Hugh Sebag-Montefiore würdigt die besonderen Leistungen der Abhörstation, wobei er die Fachkompetenz des Personals und dessen sorgfältige Arbeit hervorhebt, denn es kam sehr darauf an, die oft nur mit schlechter Qualität zu hörenden Funksendungen möglichst fehlerfrei zu notieren. Schon ein einziger verstümmelter Buchstabe konnte bewirken, dass die Entzifferung scheiterte.

“…without Chatham’s expertise, Enigma could not be broken.”

„…ohne die Kompetenz von Chatham hätte die Enigma nicht gebrochen werden können.“

Im Oktober 1940, während der Luftschlacht um England, erlitt das Fort eine massive Bombardierung durch die deutsche Luftwaffe. Nach dem Krieg beherbergte es von 1953 bis 1957 einen Leitstand für die um die Themsemündung angeordneten Flak-Geschütze. Danach, während des Kalten Krieges, wurde es unter dem Decknamen SRC 5.2 (für Sub Regional Control Centre) noch als Lagezentrum für einen befürchteten Nuklearschlag ausgebaut, bevor 1968 entschieden wurde, es aufzugeben. Die Anlage wurde veräußert und schließlich 1988 abgerissen. Heute befinden sich dort unterschiedliche Industrieansiedlungen, unter anderem ein Paketauslieferungszentrum der britischen Post und eine Sporthalle.